# Martin (Našice)
Pour les articles homonymes, voir Martin.
Martin est un village de la municipalité de Našice (Comitat d'Osijek-Baranja) en Croatie. Au recensement de 2011, la ville comptait 1 077 habitants.